# Buschbell

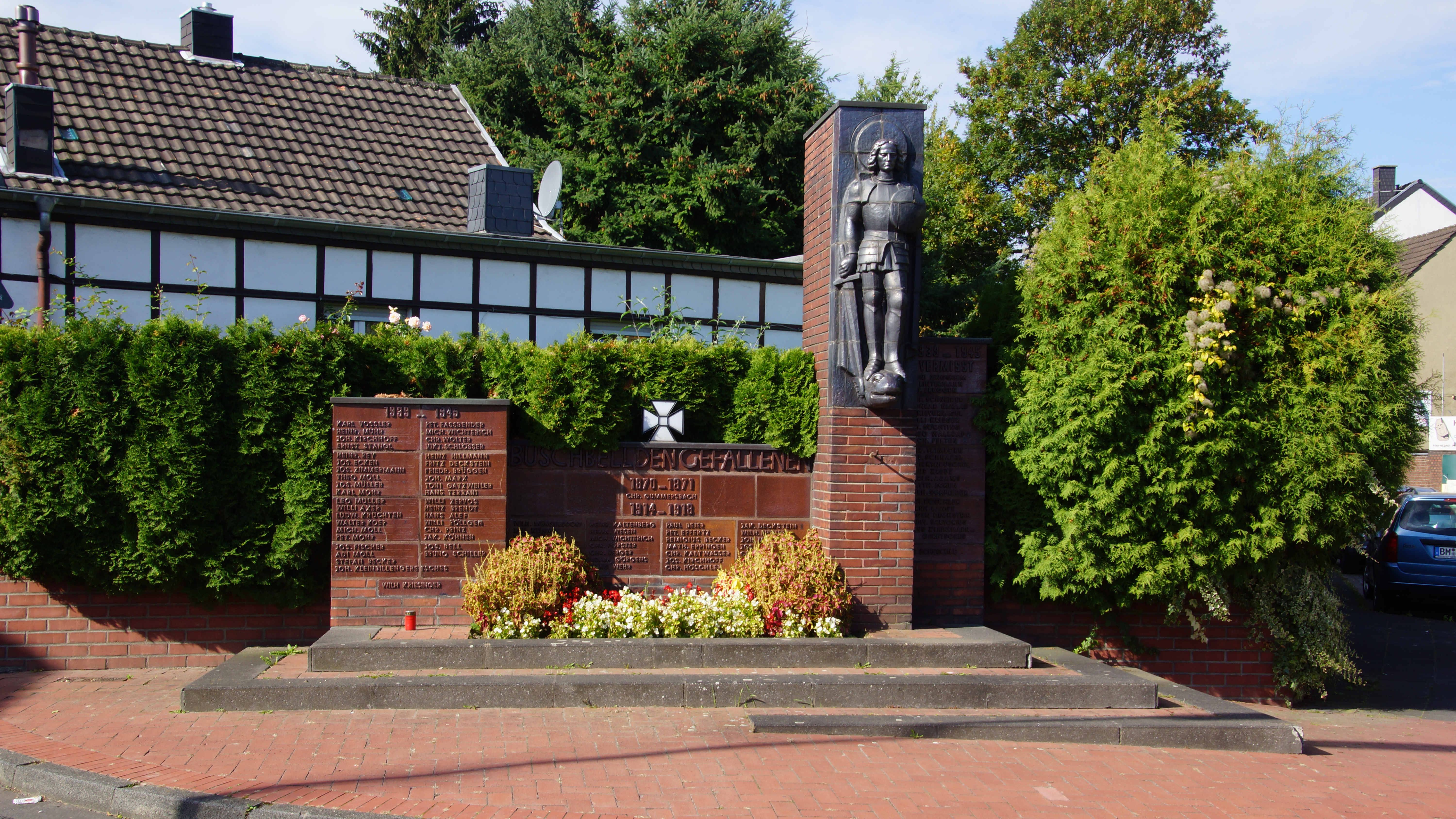
Kriegsgefallenendenkmal

Buschbell ist ein östlich des Erlenbusches gelegener Stadtteil von Frechen im Rhein-Erft-Kreis, grenzt im Norden an die A 4 und ist mit Hücheln zu einem Doppelstadtteil zusammengewachsen. Buschbell hat knapp 3.000 Einwohner.

## Geschichte
In einer 1074 vom Erzbischof Anno II. von Köln ausgestellten Urkunde wird der Waldzehnt zu Belle (Buschbell) behandelt. 1794 wurde der Ort von französischen Revolutionstruppen besetzt. 1815, nach den Koalitionskriegen, fiel Buschbell an das Königreich Preußen. Buschbell bildete im Kreis Köln, Regierungsbezirk Köln, eine eigene Gemeinde, die zur Bürgermeisterei Frechen gehörte. Bei der Volkszählung am 1. Dezember 1910 hatte Buschbell 732 Einwohner.
Am 2. März 1927 schlossen sich Bachem, Buschbell und Frechen zusammen.
Seit den 1970er-Jahren ist Buschbell vorwiegend mit Einfamilien- und Mehrfamilienhäusern bebaut.

## Kirche St. Ulrich

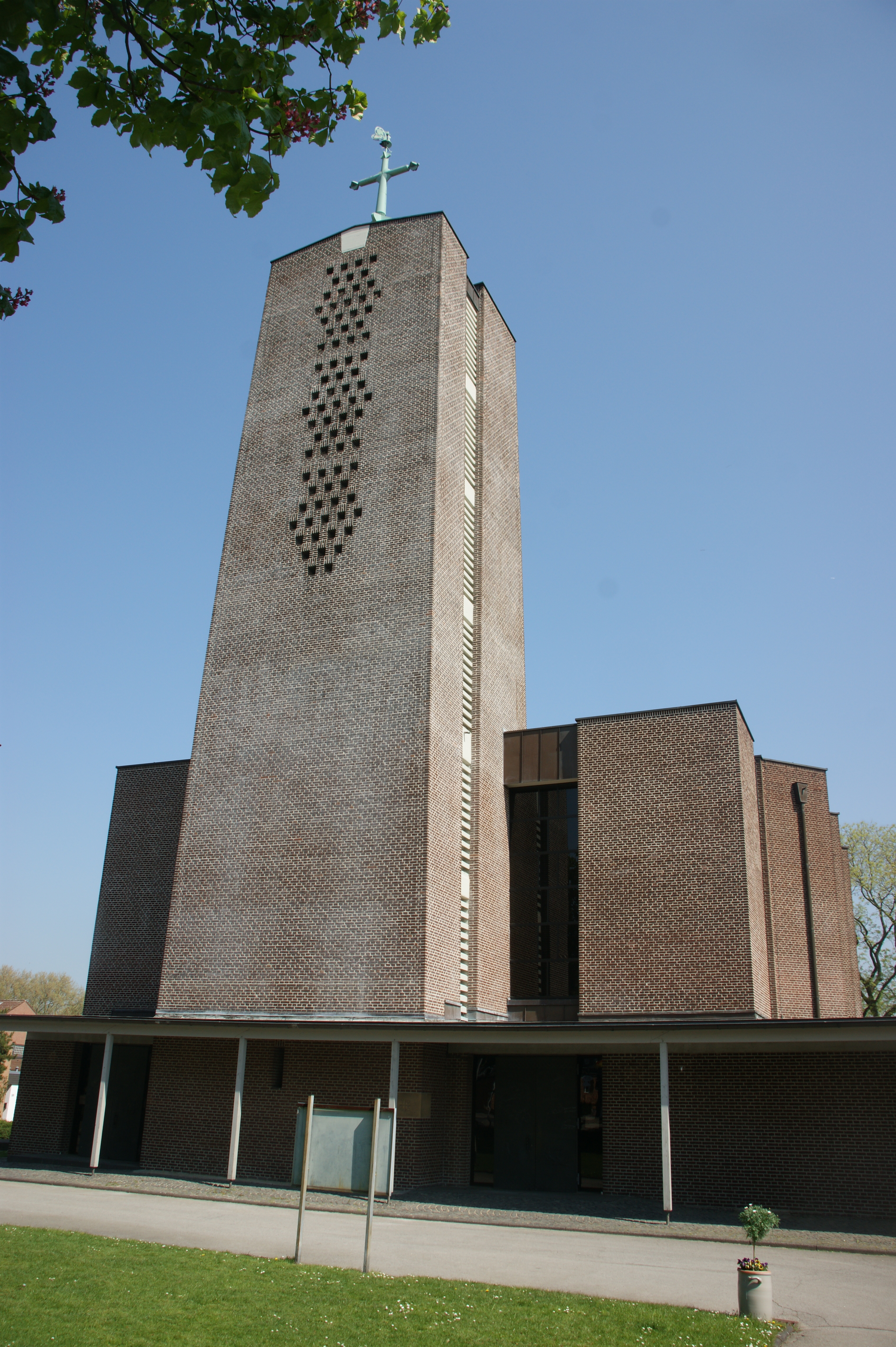
St. Ulrich

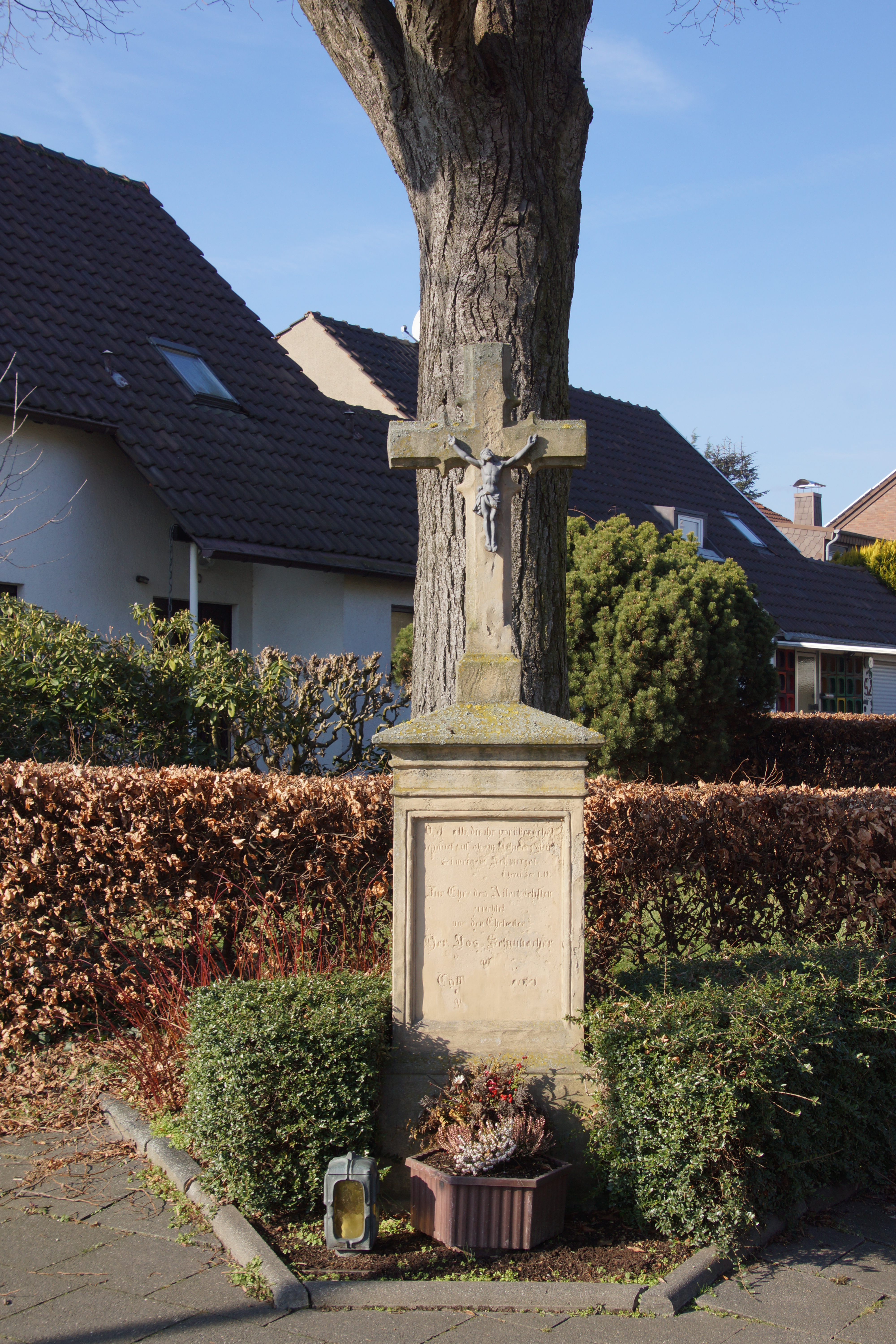
Bildstock Im Wingert/Ulrichstraße

Die alte St. Ulrich-Kirche wurde 1752 errichtet. Sie diente der katholischen Kirchengemeinde St. Ulrich bis 1964 als Pfarrkirche. Sie zeigt mehrere Glasfenster von Georg Meistermann aus der Zeit nach dem Zweiten Weltkrieg.
Die katholische Gemeinde hatte später wegen des starken Wachstums des Ortes eine neue größere Kirche bauen müssen. Von dieser Zeit an genoss die evangelische Kirchengemeinde Gastrecht in der St. Ulrich-Kirche bis 1982. Der Zustand der Kirche ließ zu der Zeit eine weitere Nutzung nicht mehr zu. 1984 übernahm die Evangelische Kirchengemeinde Frechen das Gebäude, sanierte es von den Grundmauern auf und gliederte Gemeinderäume an. Aus den Elementen der katholischen Kirche blieben der Hochaltar und einige Heiligenfiguren erhalten. das Bauwerk und auch das angrenzende Gemeindehaus wurden von der Gold-Kraemer-Stiftung gekauft. Seit 2009 wird das Objekt sowohl für Gottesdienste beider Konfessionen und das Integratives Begegnungszentrum ist dort untergebracht.
Das Portal der neuen katholischen Kirche St. Ulrich und St. Aegidius aus dem Jahre 1964 ist ein Werk des Metallbildhauers Jakob Riffeler.

## Verkehr
Der nächste Haltepunkt ist „Frechen-Königsdorf“ an den S-Bahnlinien S 12 (Horrem – Frechen-Königsdorf – Köln – Porz am Rhein – Troisdorf – Hennef (Sieg) – Au (Sieg)), S 13 und S 19 (Düren – Horrem – Frechen-Königsdorf – Köln – Köln/Bonn Flughafen – Troisdorf – Hennef (Sieg) – Herchen – Au (Sieg)).
Die VRS-Buslinien 931 und 980 der REVG verbinden den Ort mit Frechen Mitte, Königsdorf und Pulheim. Zusätzlich verkehren einzelne Fahrten der auf die Schülerbeförderung ausgerichteten Linie 957.
| Linie | Betreiber | Verlauf |
| ----- | --------- | --- |
| 931   | REVG      | Königsdorf Widderstr – Königsdorf Bf – Buschbell – Hücheln – Frechen Rathaus                                                                        |
| 957   | REVG      | Schülerverkehr: Königsdorf – Buschbell – Hücheln – Frechen Rathaus                                                                                  |
| 980   | REVG      | (Worringen S –) Sinnersdorf – Pulheim Bf – Geyen – Sinthern – Abtei Brauweiler – Brauweiler – Königsdorf Bf – Buschbell – Hücheln – Frechen Rathaus |

Die nächsten Autobahn-Anschlussstellen sind „Frechen“ an der A 1 und „Frechen-Nord“ an der A 4.